# セバスティアン・エリクソン
セバスティアン・エリクソン（Sebastian Eriksson、1989年1月31日 - ）は、スウェーデン・ヴェストラ・イェータランド県メッレルード出身の元サッカー選手。現役時代のポジションはミッドフィールダー。

## 経歴

### クラブ
スウェーデンの名門IFKヨーテボリでプロデビュー。2011年に膝を故障したが、イタリアのカリアリ・カルチョへ買取オプション付きのレンタルで移籍。1年目はほぼリハビリに費やしたが、シーズン後にはカリアリがオプションを行使して完全移籍した。
2014年12月23日、出場機会を求めて古巣IFKヨーテボリにレンタル移籍した。

### 代表
年代別のスウェーデン代表を経て、2010年にフル代表デビュー。

## 所属クラブ
- IFKヨーテボリ 2008-2011

→ カリアリ・カルチョ (loan) 2011-2012
- カリアリ・カルチョ 2012-2015

→ IFKヨーテボリ (loan) 2015
- IFKヨーテボリ 2015-2018
- パネトリコスFC 2018-2019
- IFKヨーテボリ 2019-2020
- ジェノアCFC 2020
- IFKヨーテボリ 2020-2023